# Diego Moreno
Diego Alonso Moreno Olguin (ur. 25 września 1998) – chilijski zapaśnik walczący w stylu klasycznym. Brązowy medalista mistrzostw Ameryki Południowej w 2016 i 2017. Piąty na igrzyskach boliwaryjskich w 2017 roku.